# Amata yunnanensis
Amata yunnanensis är en fjärilsart som beskrevs av Rothschild 1911. Amata yunnanensis ingår i släktet Amata och familjen björnspinnare. Inga underarter finns listade i Catalogue of Life.